# 2I/Borisov
2I/Borisov, nota anche come C/2019 Q4 (Borisov), è una cometa iperbolica scoperta il 30 agosto 2019 dall'astrofilo russo Gennadij Borisov. È il secondo oggetto interstellare, e la prima cometa interstellare, osservato durante il transito nel sistema solare dopo l'asteroide 1I/'Oumuamua, scoperto nel 2017.

## Osservazione

La cometa 2I/Borisov ripresa nella notte tra il 27 e il 28 settembre.

La cometa 2I/Borisov è piuttosto debole. Scoperta come un oggetto con magnitudine apparente pari a 17,8 quando si trovava a 3 UA dal Sole, non ha raggiunto mai meno di 2 UA dalla stella nel corso dell'attraversamento del sistema solare interno. La massima vicinanza al Sole è stata raggiunta l'8 dicembre 2019 e quella con la Terra a fine dicembre, quando la cometa era ad una distanza compresa tra 1,9 e 2 UA dal nostro pianeta. Il massimo della luminosità della cometa, previsto in corrispondenza del transito al perielio, è stato di 15,6.
Per osservare la cometa, dunque, è stato necessario utilizzare un telescopio piuttosto potente. La cometa era osservabile dall'emisfero boreale prima dell'alba fino a metà novembre, poi è divenuta visibile nell'emisfero australe. Al momento del transito al perielio, quando era atteso il picco di luminosità, è stata visibile alla declinazione di circa 20°S nella costellazione del Cratere.

## Scoperta
L'oggetto è stato scoperto il 30 agosto 2019 dall'astrofilo Gennadij Borisov (noto nella traslitterazione anglosassone come Gennadiy Borisov) dal suo osservatorio personale, denominato MARGO (acronimo di Mobile Astronomical Robotics Genon Observatory), situato a Naučnyj, sede anche dell'osservatorio astrofisico della Crimea col quale non deve essere confuso. Borisov ha utilizzato un telescopio riflettore di 0,65 m di diametro, da lui progettato e costruito.
2I/Borisov appariva come un oggetto diffuso della 18ª magnitudine, visibile in prossimità del piano galattico nella costellazione di Cassiopea, vicino al bordo con la costellazione di Perseo. Si trovava a 3 UA dal Sole ed a 3,7 UA dalla Terra, con un'elongazione di 38°.
Nel descrivere la sua scoperta, Borisov ha commentato:
(Intervista a Gennadij Borisov pubblicata il 16 settembre 2019 da RIA Novosti.)

## Denominazione
Quando Borisov, subito dopo la scoperta, caricò i dati relativi alle proprie osservazioni nella Near-Earth Object Confirmation Page (NEOCP), l'oggetto ricevette la sigla gb00234. Le osservazioni infatti erano compatibili con soluzioni per l'orbita che prevedevano passaggi ravvicinati alla Terra. Solo le osservazioni successive hanno permesso di identificare l'orbita effettiva percorsa dalla cometa, che non è stata neppure classificata tra gli oggetti near-Earth.
Tredici giorni dopo la scoperta, l'11 settembre 2019, la cometa ha ricevuto la denominazione ufficiale C/2019 Q4 (Borisov) dal Minor Planet Center. Quando però è divenuto certo che l'orbita percorsa dalla cometa fosse caratterizzata da un valore dell'eccentricità orbitale superiore a 3 e che quindi l'oggetto provenisse dall'esterno del Sistema solare, il Minor Planet Center l'ha rinominata 2I/Borisov. In tal modo, l'oggetto è stato ufficialmente riconosciuto dall'Unione Astronomica Internazionale come di natura interstellare e, allo stesso tempo, è stata mantenuta la consuetudine di denominare le comete con il cognome del loro scopritore.

## Parametri orbitali

Animazione dell'orbita della cometa Borisov (giallo) confrontata con le orbite dei principali corpi celesti del sistema solare e con la traiettoria percorsa dall'asteroide interstellare 'Oumuamua (rosso).

La cometa 2I/Borisov percorre un'orbita eliocentrica altamente iperbolica, con un'eccentricità orbitale pari a 3,38. Ha raggiunto il perielio l'8 dicembre 2019, transitando a circa 2 UA dal Sole. L'orbita è inclinata di circa 44° rispetto al piano dell'eclittica.
2I/Borisov è l'oggetto conosciuto che possiede la maggiore eccentricità orbiate, superiore anche a quella di 1I/'Oumuamua. Con una velocità di eccesso iperbolico, {\displaystyle v_{\infty }}, pari a circa 32,4 km/s (corrispondenti a 6,8 UA/anno), l'oggetto proviene chiaramente dall'esterno del sistema solare. Infatti, le perturbazioni dei pianeti del nostro sistema solare potrebbero al più imprimere una velocità di un ordine di grandezza inferiore ad una cometa appartenente alla Nube di Oort. Quando 2I/Borisov avrà completato il transito nel nostro sistema, tornerà dunque a percorrere un'orbita interstellare, priva di legami gravitazionali con il Sole, procedendo verso la costellazione del Telescopio. Per confronto il Voyager 1 sta lasciando il sistema solare con una velocità di 16,9 km/s (3,57 UA/anno).
Nell'attraversamento del sistema solare interno, la cometa non si avvicinerà ad alcun pianeta. La minima distanza dalla Terra, circa 1,9 UA, è stata raggiunta negli ultimi giorni del 2019.

## Caratteristiche fisiche

### Dimensioni
Il nucleo della cometa Borisov non è direttamente osservabile, perché celato, sin dalla scoperta dell'oggetto, dalla chioma. Dalle dimensioni di questa, gli astronomi David Jewitt e Jane Luu hanno stimato che nell'ottobre del 2019 la cometa avrebbe prodotto polvere con un tasso di 2 kg/s e acqua con un tasso di 60 kg/s. Da questi dati hanno dedotto che la cometa sarebbe entrata in attività quando si è venuta a trovare ad una distanza compresa tra le 4 e le 5 unità astronomiche dal Sole. Tuttavia, la cometa è stata individuata in immagini di prescoperta risalenti al 13 dicembre 2018, quando si trovava a 8 UA dal Sole. Ciò sembrerebbe suggerire l'attivazione precoce di processi di sublimazione di anidride carbonica o di altre sostanze da identificare.
Delle dimensioni del nucleo sono state fornite stime assai approssimative. Karen Jean Meech e i suoi collaboratori dell'Università delle Hawaii stimarono, nei giorni seguenti la scoperta, che il nucleo sarebbe compreso tra i 2 e i 16 km. Osservazioni condotte con il Telescopio Gemini North hanno condotto Piotr Guzik e colleghi a stimare il nucleo in circa 2 km, con una frazione attiva della superficie pari al 30%. Su dimensioni piuttosto ridotte della cometa (di circa 1 km) convergono pure gli astronomi Amir Siraj e Abraham Loeb del dipartimento di Astronomia dell'Università Harvard, su considerazioni legate all'entità della massa mediamente espulsa da un sistema stellare. Infine, Alan Fitzsimmons e colleghi, che hanno misurato il tasso di sublimazione del cianuro, stimano che il diametro del nucleo sia compreso tra 1,4 e 6,6 km. Osservazioni radar potrebbero permettere di determinare forma e dimensioni del nucleo; poiché la cometa non si avvicinerà a meno di 300 milioni di chilometri dalla Terra, queste tuttavia non sono realizzabili. Né è facile prevedere eventuali occultazioni stellari, poiché l'orbita della cometa non è nota con la necessaria accuratezza.

### Composizione
La composizione della cometa Borisov è risultata apparentemente simile a quella delle comete del sistema solare. Analisi spettroscopiche a bassa risoluzione nel visibile hanno fornito risultati simili a quelli tipicamente ottenuti per le comete della nube di Oort. Anche gli indici di colore assomigliano a quelli delle comete di lungo periodo del sistema solare. Il cianuro (CN), tipicamente presente nelle comete del sistema solare, è stata la prima specie chimica rilevata. È stata annunciata, ma non confermata, anche la rilevazione del carbonio biatomico, con il rapporto del C2 su CN inferiore a 0,3. Questa caratteristica è comune alle comete gioviane, impoverite di carbonio.
La rivelazione dell'ossigeno atomico ha condotto a stimare per la sublimazione dell'acqua un tasso simile a quello misurato nelle comete del sistema solare.